# Сконто (стадион)
„Сконто“ е футболен стадион в град Рига, столицата на Латвия.
Построен е през 2000 г. и е дом на местния футболен клуб „Сконто“. Мъжкия национален отбор по футбол на Латвия играе повечето от мачовете си тук. Стадионът разполага с 9500 седящи места, повечето от които са покрити.

## Технически данни
- Капацитет: 9500 седящи места
- Настилка: естествена трева
- Осветление: 1200 лукса